# Imre Nagy
Imre Nagy (Kaposvár, 7 de junho de 1896 — Budapeste, 16 de junho de 1958) foi um político comunista húngaro que serviu como Presidente do Conselho de Ministros (primeiro-ministro de facto) da República Popular da Hungria de 1953 a 1955. Em 1956, Nagy tornou-se líder da Revolução Húngara de 1956 contra o governo apoiado pelos soviéticos, pelo qual foi condenado à morte e executado dois anos depois. Ele não tinha parentesco com o anterior primeiro-ministro agrário Ferenc Nagy.
Nascido em uma família camponesa, Nagy foi aprendiz de chaveiro antes de ser convocado para a Primeira Guerra Mundial. Nagy era um comunista comprometido logo após a Revolução Russa e, durante a década de 1920, envolveu-se em atividades partidárias clandestinas na Hungria. Vivendo na União Soviética a partir de 1930, serviu à polícia secreta soviética NKVD como informante de 1933 a 1941. Nagy retornou à Hungria pouco antes do fim da Segunda Guerra Mundial e serviu em vários cargos quando o Partido dos Trabalhadores Húngaros (MDP) assumiu o controle da Hungria no final da década de 1940 e o país entrou na esfera de influência soviética. Em 1944 e 1945, foi Ministro da Agricultura da Hungria, onde realizou divisões de terras que lhe renderam ampla popularidade entre o campesinato. Foi Ministro do Interior da Hungria de 1945 a 1946. Nagy tornou-se primeiro-ministro em 1953 e tentou amenizar alguns dos aspectos mais severos do regime stalinista de Mátyás Rákosi, mas foi subvertido e eventualmente forçado a deixar o governo em 1955 pela influência contínua de Rákosi como Secretário-Geral do MDP. Nagy permaneceu popular entre escritores, intelectuais e o povo, que o viam como um ícone da reforma contra os elementos linha-dura do regime apoiado pela União Soviética.
A eclosão da Revolução Húngara em 23 de outubro de 1956 viu Nagy elevado ao cargo de primeiro-ministro em 24 de outubro como uma demanda central dos revolucionários e do povo comum. A facção reformista de Nagy ganhou controle total do governo, admitiu políticos não comunistas, dissolveu a polícia secreta ÁVH, prometeu reformas democráticas e retirou unilateralmente a Hungria do Pacto de Varsóvia em 1º de novembro. A União Soviética lançou uma invasão militar maciça da Hungria em 4 de novembro, depondo à força Nagy, que fugiu para a Embaixada da Iugoslávia em Budapeste. Nagy foi atraído para fora da embaixada sob falsas promessas em 22 de novembro e foi preso e deportado para a Romênia. Em 16 de junho de 1958, Nagy foi julgado e executado por traição ao lado de seus aliados mais próximos, e seu corpo foi enterrado em uma cova anônima.
Em junho de 1989, Nagy e outras figuras proeminentes da Revolução de 1956 foram reabilitados e enterrados com todas as honras, um evento que desempenhou um papel fundamental no colapso do regime do Partido Socialista dos Trabalhadores Húngaros.

## Biografia e Primeira Guerra Mundial
Imre Nagy nasceu prematuramente em 7 de junho de 1896 na cidade de Kaposvár, no Reino da Hungria, Áustria-Hungria, em uma família de cidade pequena de origem camponesa.  Seu pai, József Nagy (1869–1929), era luterano e cocheiro do tenente-general do condado de Somogy. Sua mãe, Rozália Szabó (1877–1969), serviu como empregada doméstica para a esposa do tenente-general.  Ambos deixaram o campo na juventude para trabalhar em Kaposvár.  Nagy e Szabó se casaram em janeiro de 1896.  Em 1902, József tornou-se funcionário dos correios e começou a construir uma casa para a família em 1907, mas perdeu o emprego em 1911 e teve que vender a casa.  Ele foi um trabalhador não qualificado pelo resto da vida. 
Em 1904, a família de Nagy mudou-se para Pécs antes de retornar a Kaposvár no ano seguinte. Nagy frequentou um ginásio em Kaposvár de 1907 a 1912, com baixo desempenho.  O ginásio cancelou sua mensalidade devido à sua falta de realização e financiamento.  Ele foi aprendiz de chaveiro em uma pequena empresa metalúrgica em Kaposvár, antes de se mudar para uma fábrica de máquinas agrícolas em Losonc, no norte da Hungria, em 1912. Ele retornou a Kaposvár em 1913 e recebeu um certificado de jornaleiro como montador de metais em 1914. Ele abandonou o emprego no verão de 1914 e se tornou escriturário em um escritório de advocacia, enquanto simultaneamente frequentava uma escola secundária comercial em Kaposvár, onde seu desempenho como aluno foi bom. 
Após a eclosão da Primeira Guerra Mundial em julho de 1914, Nagy foi convocado para o serviço militar no Exército Austro-Húngaro em dezembro de 1914 e considerado apto para o serviço.  Ele se apresentou para o serviço no 17º Regimento de Infantaria Real Húngaro Honvéd em maio de 1915, após o fim do ano letivo e antes de se formar.  Após três meses de treinamento básico em Székesfehérvár, sua unidade foi enviada para a Frente Italiana em agosto de 1915, onde foi ferido na perna na Terceira Batalha do Isonzo. Após convalescer em um hospital de campanha, ele foi treinado como metralhador no 19º Batalhão de Metralhadoras, promovido a cabo e enviado para a Frente Oriental no verão de 1916. 
Nagy foi ferido na perna por um shrapnel e feito prisioneiro pelo Exército Imperial Russo durante a Ofensiva Brusilov na Galícia em 29 de julho de 1916.   Depois de curar o ferimento na perna em um hospital de campanha, ele foi levado primeiro para Darnitsa, depois para Ryazan e finalmente em um transporte de trem para a Sibéria. 

## Início da carreira política
Em cativeiro no Campo Berezovka, perto do Lago Baikal, na Sibéria, ele participou de um grupo de discussão marxista até 1917.  Em 1918, ele se juntou ao Partido Comunista (Social-Democrata) dos Trabalhadores Estrangeiros da Sibéria, um subgrupo do Partido Comunista Russo.   Ele lutou nas fileiras do Exército Vermelho de fevereiro a setembro de 1918 durante a Guerra Civil Russa.  Algumas fontes, incluindo o chamado "Documento Yurovsky", alegam que Nagy e sua unidade foram encarregados de proteger a antiga Família Imperial Russa em Yekaterinburg. Embora alguns historiadores tenham especulado que o próprio Nagy estava entre os homens do pelotão de fuzilamento que executou os Romanov, Ivan Plotnikov, professor de história na Universidade Estadual de Ural, declarou por sua pesquisa que os executores foram Yakov Yurovsky, Grigory Nikulin, Mikhail Medvedev (Kudrin), Peter Ermakov, Stepan Vaganov, Alexey Kabanov, Pavel Medvedev, VN Netrebin e YM Tselms. O investigador do Exército Branco Nikolai Sokolov afirmou que a execução da Família Imperial foi realizada por um grupo de "letões liderados por um judeu". No entanto, à luz da pesquisa de Plotnikov, o grupo que realizou a execução consistia quase inteiramente de russos étnicos (Nikulin, Kudrin, Ermakov, Vaganov, Kabanov, Medvedev e Netrebin) com a participação de um judeu (Yurovsky) e possivelmente, um letão (Tselms). As alegações da presença de Nagy na Casa Ipatiev continuam a ser um assunto controverso entre os biógrafos e contribuíram para o seu legado divisivo na Hungria moderna.
Nagy e sua unidade foram posteriormente cercados e ele foi finalmente feito prisioneiro pela Legião Tchecoslovaca no início de setembro de 1918.  Ele escapou do cativeiro e passou o período até fevereiro de 1920 fazendo bicos em território controlado pelos brancos perto do Lago Baikal.  O Exército Vermelho chegou a Irkutsk em 7 de fevereiro de 1920, encerrando a participação de Nagy na Guerra Civil.  Em 12 de fevereiro de 1920, ele se tornou um membro candidato do Partido Comunista Russo e um membro em tempo integral em 10 de maio.  Ele serviu o resto de 1920 como escrivão da polícia secreta comunista Cheka em questões relacionadas a prisioneiros de guerra. 
Após um mês de treinamento pela Cheka em atividades subversivas, o Partido Comunista Húngaro (KMP) enviou Nagy junto com outros 277 comunistas húngaros para a Hungria em abril de 1921 para construir uma rede conspiratória clandestina em um país onde o Partido Comunista estava proibido desde 1919.   Nagy chegou a Kaposvár no final de maio de 1921.  Ao chegar, ele se juntou ao Partido Social-Democrata da Hungria (MSZDP).  Depois de trabalhar em empregos temporários no resto de 1921 e no início de 1922, ele se juntou à Primeira Companhia de Seguros Húngara e se tornou um funcionário de escritório em Kaposvár.  Ele ficou severamente acima do peso nessa época.  Ele ajudou a construir o movimento socialista em sua cidade natal, para desaprovação de seus pais.  Tornou-se secretário da filial local do MSZDP em 1924.  Foi expulso do partido por defender a revolução e foi colocado sob vigilância policial.  Casou-se com Mária Égető em 28 de novembro de 1925. 

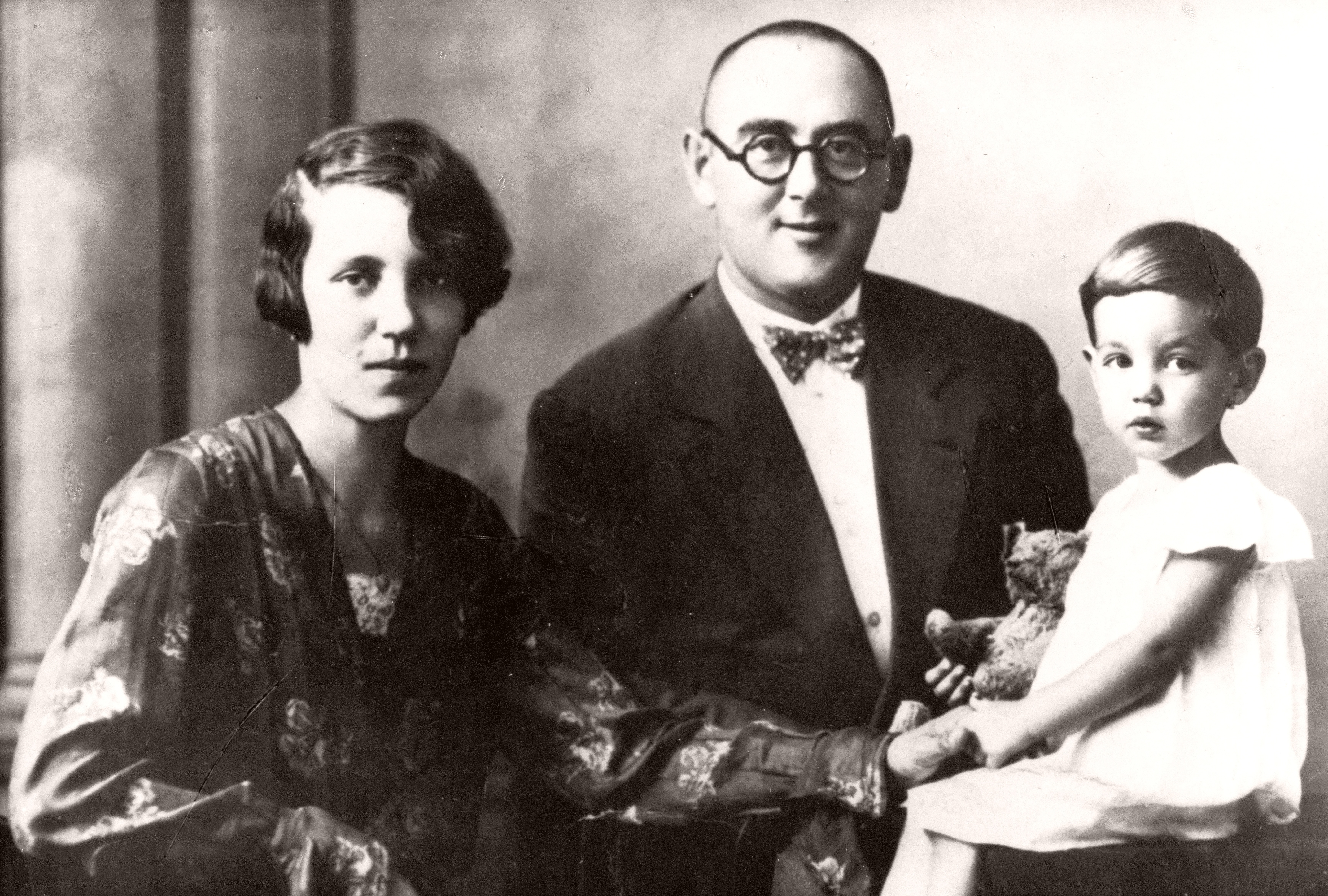
Nagy com sua esposa Mária e filha Erzsébet em 1929.

Em janeiro de 1926, Nagy e István Sinkovics estabeleceram o escritório de Kaposvár do Partido Socialista dos Trabalhadores da Hungria (MSZMP), um grupo dissidente de esquerda semicomunista do MSZDP.  Nagy obteve sucesso ao ganhar 700 eleitores para o candidato parlamentar do MSZMP Kaposvár, um dos poucos sucessos do partido na zona rural a oeste de Budapeste.  Nessa época, Nagy começou a priorizar seu interesse na agricultura em detrimento da liderança política e rejeitou uma oferta de quadros comunistas de Viena para construir o KMP ilegal no oeste da Hungria.  O MSZMP em Kaposvár foi proibido e Nagy foi demitido de seu emprego na área de seguros em fevereiro de 1927 e preso em 27 de fevereiro.  Ele foi libertado após dois meses de prisão.  Enquanto estava sob vigilância policial, Nagy encontrou um emprego como agente da Phoenix Insurance Company.  Ele foi preso novamente em dezembro de 1927 por três dias e foi chamado a Viena pelo KMP, chegando em março de 1928.  Ele se tornou chefe da seção agrária do KMP e foi enviado de volta à Hungria em setembro de 1928 sob uma identidade falsa para construir redes comunistas clandestinas.  Seus esforços foram em grande parte um fracasso, seus maiores sucessos foram a publicação de três edições de um pequeno jornal e sua evasão de prisão.  Sua defesa da atividade política legal sobre a preferência do partido pelo trabalho clandestino em grande parte impotente nas aldeias foi descartada como "desvio de direita" pela liderança ultraesquerdista do KMP. 

## Anos em Moscou
Em dezembro de 1929, ele viajou para a União Soviética, chegando a Moscou em fevereiro de 1930 para participar do segundo congresso do KMP.  Ele voltou a se juntar ao Partido Comunista, tornando-se também um cidadão soviético. Ele se envolveu em pesquisa agrícola no Instituto Agrário Internacional por seis anos, mas também trabalhou na seção húngara do Comintern.  Ele foi expulso do partido em 8 de janeiro de 1936 e trabalhou para o Serviço Estatístico Soviético a partir do verão de 1936.  Sob o codinome "Volodia", Nagy serviu à polícia secreta da NKVD como informante de 1933 a 1941.    A NKVD o elogiou como um "agente qualificado, que mostra grande iniciativa e capacidade de abordar as pessoas".  O apoio que Nagy recebeu da liderança soviética após a Segunda Guerra Mundial foi, em certa medida, resultado do seu serviço leal como estrangeiro e denunciante da NKVD. 

## Ministro na Hungria comunista

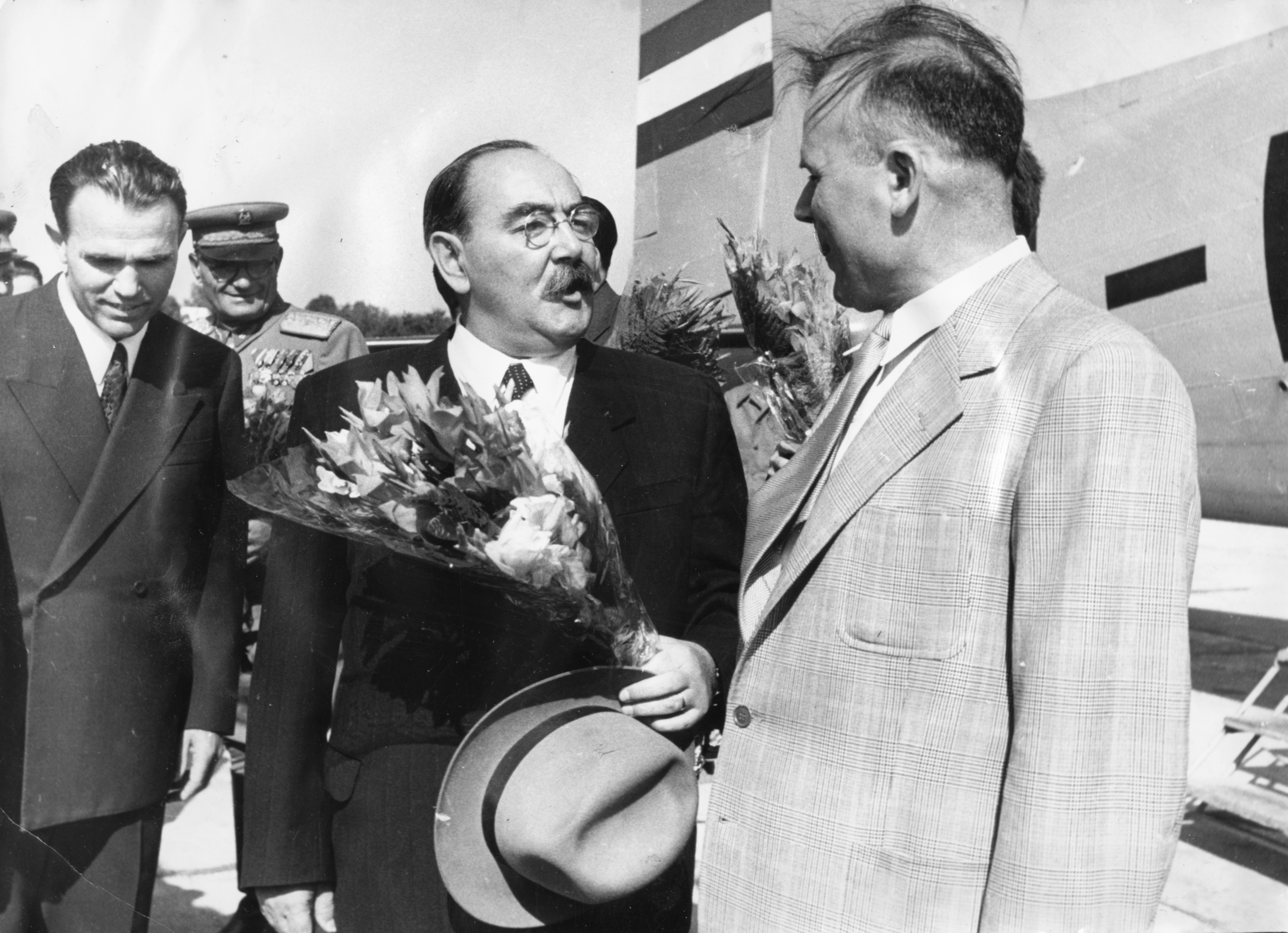
Nagy após sua chegada de Moscou em junho de 1953

Após a Segunda Guerra Mundial, Nagy retornou à Hungria. Ele foi Ministro da Agricultura no governo de Béla Miklós de Dálnok, delegado pelo Partido Comunista Húngaro. Ele distribuiu terras entre a população camponesa. No governo seguinte, liderado por Tildy, ele foi Ministro do Interior. Neste período, ele desempenhou um papel ativo na expulsão dos alemães húngaros
No governo comunista, ele serviu como Ministro da Agricultura e em outros cargos. Ele também foi presidente da Assembleia Nacional da Hungria de 1947 a 1949, uma posição amplamente cerimonial.  Em 1951, ele assinou, com o resto do Politburo, a nota ordenando a prisão de János Kádár, resultando na condenação de Kádár à prisão perpétua após um julgamento espetacular. 
Após dois anos como Presidente do Conselho de Ministros da República Popular da Hungria (1953-1955), durante os quais promoveu o seu "Novo Rumo" ao Socialismo, Nagy caiu em desgraça junto do Politburo Soviético. Foi destituído do seu Comitê Central Húngaro, do Politburo e de todas as outras funções do Partido e, em 18 de abril de 1955, foi destituído do cargo de Presidente do Conselho de Ministros. 

## Revolução de 1956
Após o "Discurso Secreto" de Nikita Khrushchov denunciando os crimes de Stalin em 25 de fevereiro de 1956, a dissidência começou a crescer no Bloco Oriental contra os líderes do partido da era stalinista. Na Hungria, Mátyás Rákosi — que se autodenominava "o maior discípulo de Stalin" — passou a sofrer críticas cada vez mais intensas por suas políticas, tanto do Partido quanto da população em geral, com vozes cada vez mais proeminentes pedindo sua renúncia. Essa crítica pública frequentemente assumia a forma do Círculo Petőfi — um clube de debates estabelecido pelo sindicato estudantil da DISZ para discutir a política comunista — que logo se tornou um dos principais meios de dissidência contra o regime. Embora o próprio Nagy nunca tenha comparecido a uma reunião do Círculo Petőfi, ele foi mantido bem informado dos eventos por seus associados próximos Miklós Vásárhelyi e Géza Losonczy, que o informaram do vasto apoio popular expresso a ele nas reuniões e do desejo generalizado de sua restauração à liderança.
Diante da pressão pública generalizada sobre Rákosi, os soviéticos forçaram o líder impopular a renunciar ao poder em 18 de julho de 1956 e partir para a União Soviética. No entanto, eles o substituíram por seu igualmente linha-dura segundo em comando, Ernő Gerő, uma mudança que pouco fez para apaziguar a dissidência pública. Nagy foi um convidado de destaque no enterro de 6 de outubro do ex-chefe da polícia secreta László Rajk, que havia sido expurgado pelo regime de Rákosi e posteriormente reabilitado. Ele foi readmitido no Partido em 13 de outubro em meio ao crescente fervor revolucionário. Em 22 de outubro, estudantes da Universidade Técnica de Budapeste compilaram uma lista de dezesseis demandas de política nacional, a terceira das quais era a restauração de Nagy ao cargo de primeiro-ministro.
Na tarde de 23 de outubro, estudantes e trabalhadores se reuniram em Budapeste para uma grande manifestação de oposição organizada pelos estudantes da Universidade Técnica, entoando – entre outras coisas – slogans de apoio a Imre Nagy. Embora o ex-primeiro-ministro simpatizasse com as demandas reformistas, hesitava em apoiar o movimento, considerando-o radical demais. Embora fosse a favor de mudanças no sistema, preferia que estas fossem implementadas no âmbito de seu "Novo Rumo" de 1953-55 e não de uma revolta revolucionária. Ele também temia que a manifestação fosse uma provocação de Gerő e Hegedüs para incriminá-lo como incitador da rebelião e reprimir a oposição.
Seus associados acabaram convencendo-o a ir ao Parlamento e discursar para os manifestantes a fim de acalmar os ânimos. Embora não haja registros precisos desse discurso, ele não surtiu o efeito desejado; Nagy basicamente disse aos manifestantes para irem para casa e deixarem o Partido cuidar da situação. As manifestações logo se transformaram em uma revolta generalizada, quando policiais secretos do ÁVH abriram fogo contra os cidadãos que protestavam. Soldados húngaros enviados para reprimir os manifestantes se aliaram a eles, e Gerő logo pediu a intervenção soviética.
No início da manhã de 24 de outubro, Nagy foi renomeado como Presidente do Conselho de Ministros da República Popular da Hungria novamente, em uma tentativa de apaziguar a população. No entanto, ele estava inicialmente isolado dentro do governo e impotente para impedir a invasão soviética da capital naquele dia. A decisão de convocar as forças soviéticas já havia sido tomada por Gerő e pelo primeiro-ministro cessante András Hegedüs na noite anterior, mas muitos suspeitavam que Nagy havia assinado a ordem. Essa percepção não foi ajudada pelo fato de Nagy ter declarado lei marcial naquele mesmo dia e oferecido uma "anistia" a todos os rebeldes que depuseram as armas, enfraquecendo a confiança do público nele. No dia seguinte (25 de outubro), ele anunciou que iniciaria negociações sobre a retirada das tropas soviéticas após a restauração da ordem. Em 26 de outubro, ele começou a se reunir com delegações do Sindicato dos Escritores e grupos estudantis, bem como do Conselho de Trabalhadores de Borsod em Miskolc.
Em 27 de outubro, Nagy anunciou uma grande reforma em seu governo, que incluiria vários políticos não comunistas, incluindo o ex-presidente Zoltán Tildy, como Ministro de Estado. Em negociações com os representantes soviéticos Anastas Mikoyan e Mikhail Suslov, Nagy e a delegação do governo húngaro pressionaram por um cessar-fogo e uma solução política.
Na manhã de 28 de outubro, Nagy impediu com sucesso um ataque massivo aos principais redutos rebeldes no Cinema Corvin e no Quartel Kilián por tropas soviéticas e unidades húngaras pró-regime. Ele negociou um cessar-fogo com os soviéticos, que entrou em vigor às 12h15 e os combates começaram a diminuir na cidade e no país. Mais tarde naquele dia, ele fez um discurso no rádio avaliando os eventos como um "movimento democrático nacional", proclamando seu total apoio à Revolução e concordando em atender a algumas das demandas do público. Ele anunciou a dissolução do ÁVH e sua intenção de negociar a retirada total das tropas soviéticas da cidade. Nagy também apoiou a criação de uma Guarda Nacional, uma força combinada de soldados e civis armados para manter a ordem em meio ao caos da Revolução.
Em 29 de outubro, com o fim dos combates em Budapeste e a retirada das tropas soviéticas, Nagy transferiu seu escritório da sede do Partido para o Prédio do Parlamento. Ele também começou a se reunir e negociar com vários representantes dos grupos armados naquele dia, bem como com os representantes dos conselhos de trabalhadores formados na semana anterior.
Em 30 de outubro, a facção reformista de Nagy havia conquistado o controle total do governo húngaro. Ernő Gerő e os outros linha-dura stalinistas partiram para a União Soviética, e o governo de Nagy anunciou sua intenção de restaurar um sistema multipartidário baseado nos partidos da coalizão de 1945.  Ao longo desse período, Nagy permaneceu firmemente comprometido com o marxismo; mas sua concepção do marxismo era como "uma ciência que não pode permanecer estática", e ele protestou contra o "dogmatismo rígido" do "monopólio stalinista". Ele não pretendia um retorno total à democracia liberal multipartidária, mas sim um retorno limitado dentro de uma estrutura socialista, e estava disposto a permitir a função dos partidos da coalizão pré-1948.
Nagy foi nomeado para o comitê de liderança temporário do recém-formado Partido Socialista dos Trabalhadores Húngaros, que substituiu o desintegrado Partido dos Trabalhadores Húngaros em 31 de outubro. Este foi originalmente concebido como um partido "comunista nacional" que preservaria as conquistas da Revolução. No entanto, em uma reunião do Politburo Soviético naquele dia, os líderes do Kremlin decidiram que a Revolução havia ido longe demais e precisava ser esmagada. Na noite de 31 de outubro para 1º de novembro, as tropas soviéticas começaram a cruzar de volta para a Hungria, contrariando sua declaração de 30 de outubro expressando a disposição de se retirar completamente do país. Nagy protestou contra essa ação ao embaixador soviético Iúri Andropov; este último respondeu que as novas tropas estavam lá apenas para cobrir a retirada total e proteger os cidadãos soviéticos que viviam na Hungria. Isso provavelmente levou Nagy a tomar sua decisão mais controversa. Em resposta a uma grande demanda dos revolucionários, ele anunciou a retirada da Hungria do Pacto de Varsóvia e apelou, por meio da ONU, para que as grandes potências, como os Estados Unidos e o Reino Unido, reconhecessem o status da Hungria como um estado neutro. Naquela noite, o secretário-geral János Kádár foi à embaixada soviética e no dia seguinte foi levado para Moscou.
Entre 1 e 3 de novembro, Nikita Khrushchov viajou para vários países do Pacto de Varsóvia, bem como para a Iugoslávia, para informá-los de seus planos de atacar a Hungria. Seguindo o conselho do líder iugoslavo Josip Broz Tito, ele selecionou o então Secretário-Geral do Partido, János Kádár, como o novo líder do país em 2 de novembro e estava disposto a deixar Nagy permanecer no governo se ele cooperasse. Em 3 de novembro, Nagy formou um novo governo, desta vez com uma minoria comunista. Incluía membros dos comunistas, do Partido Independente dos Pequenos Agricultores, do Partido dos Camponeses e dos Social-Democratas. No entanto, ficaria no poder por menos de um dia.
Nas primeiras horas da manhã de 4 de novembro, a URSS lançou a "Operação Redemoinho", um ataque militar massivo a Budapeste e aos redutos rebeldes em todo o país. Nagy fez um anúncio dramático ao país e ao mundo sobre esta operação. No entanto, para minimizar os danos, ele ordenou ao Exército Húngaro que não resistisse aos invasores. Logo depois, ele fugiu para a Embaixada da Iugoslávia, onde ele e muitos de seus seguidores receberam refúgio.
Apesar de um salvo-conduto escrito de livre passagem por János Kádár, em 22 de novembro, Nagy foi preso pelas forças soviéticas quando saía da Embaixada da Iugoslávia e levado para Snagov, Romênia.  

## Julgamento e execução secretos

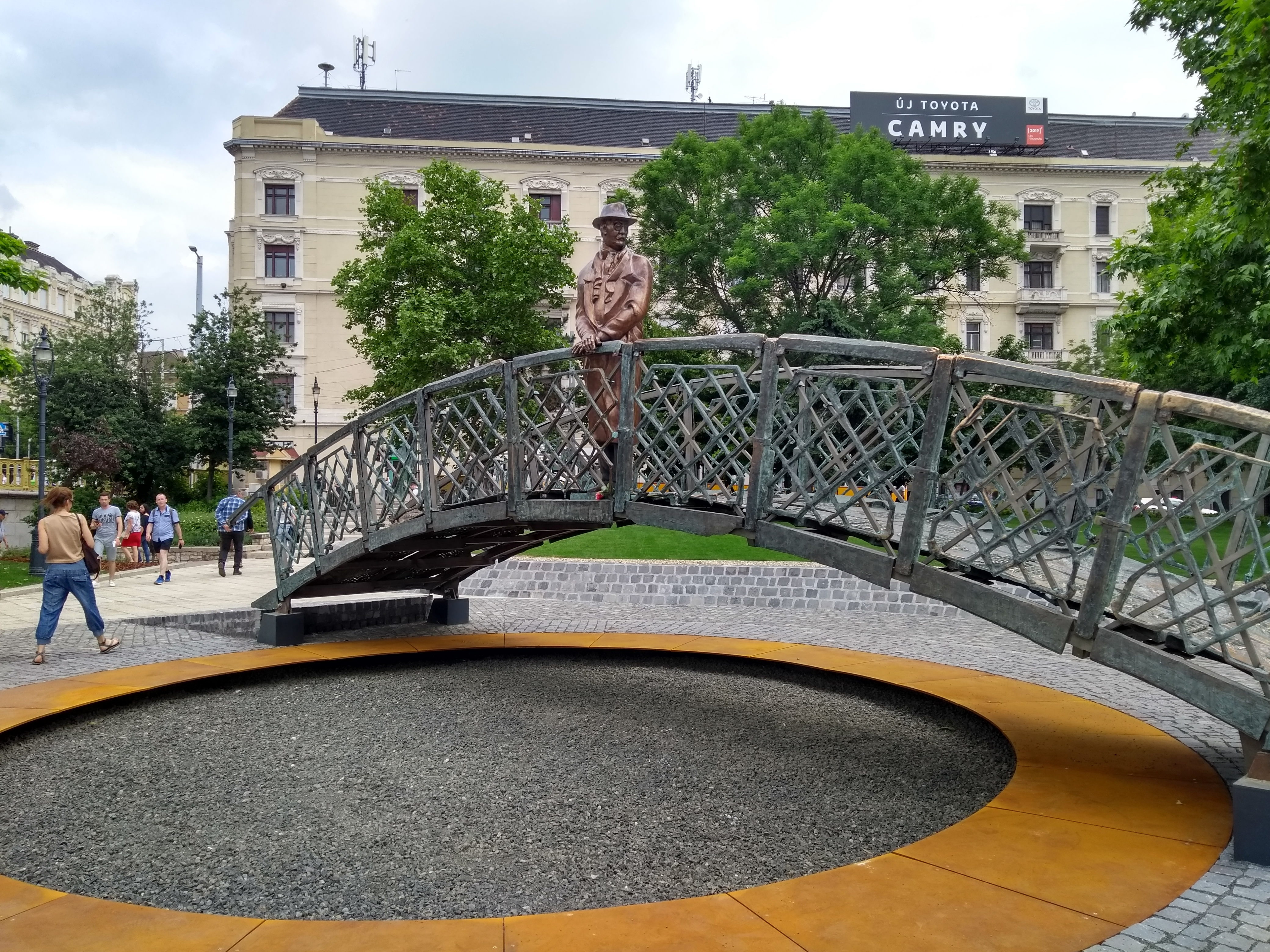
Estátua de Imre Nagy em Jászai Mari tér em Budapeste.

Posteriormente, os soviéticos devolveram Nagy à Hungria, onde foi secretamente acusado de organizar a derrubada da República Popular Húngara e de traição. Nagy foi secretamente julgado, considerado culpado, condenado à morte e executado por enforcamento em junho de 1958. Seu julgamento e execução foram tornados públicos somente após a sentença ter sido executada. De acordo com Fedor Burlatsky, um informante do Kremlin, Nikita Khrushchov mandou executar Nagy, "como uma lição para todos os outros líderes em países socialistas". O jornalista americano John Gunther descreveu os eventos que levaram à morte de Nagy como "um episódio de infâmia sem paralelo".
Nagy foi enterrado, junto com seus co-réus, no pátio da prisão onde as execuções foram realizadas e anos depois foi removido para um canto distante (seção 301) do Novo Cemitério Público de Budapeste, de bruços e com as mãos e os pés amarrados com arame farpado. Ao lado de seu túmulo está um sino memorial com inscrição em latim, húngaro, alemão e inglês. O latim diz: "Vivos voco / Mortuos plango / Fulgura frango", que é traduzido como: "Eu chamo os vivos, eu choro os mortos, eu quebro os raios".

## Memoriais e reabilitação política

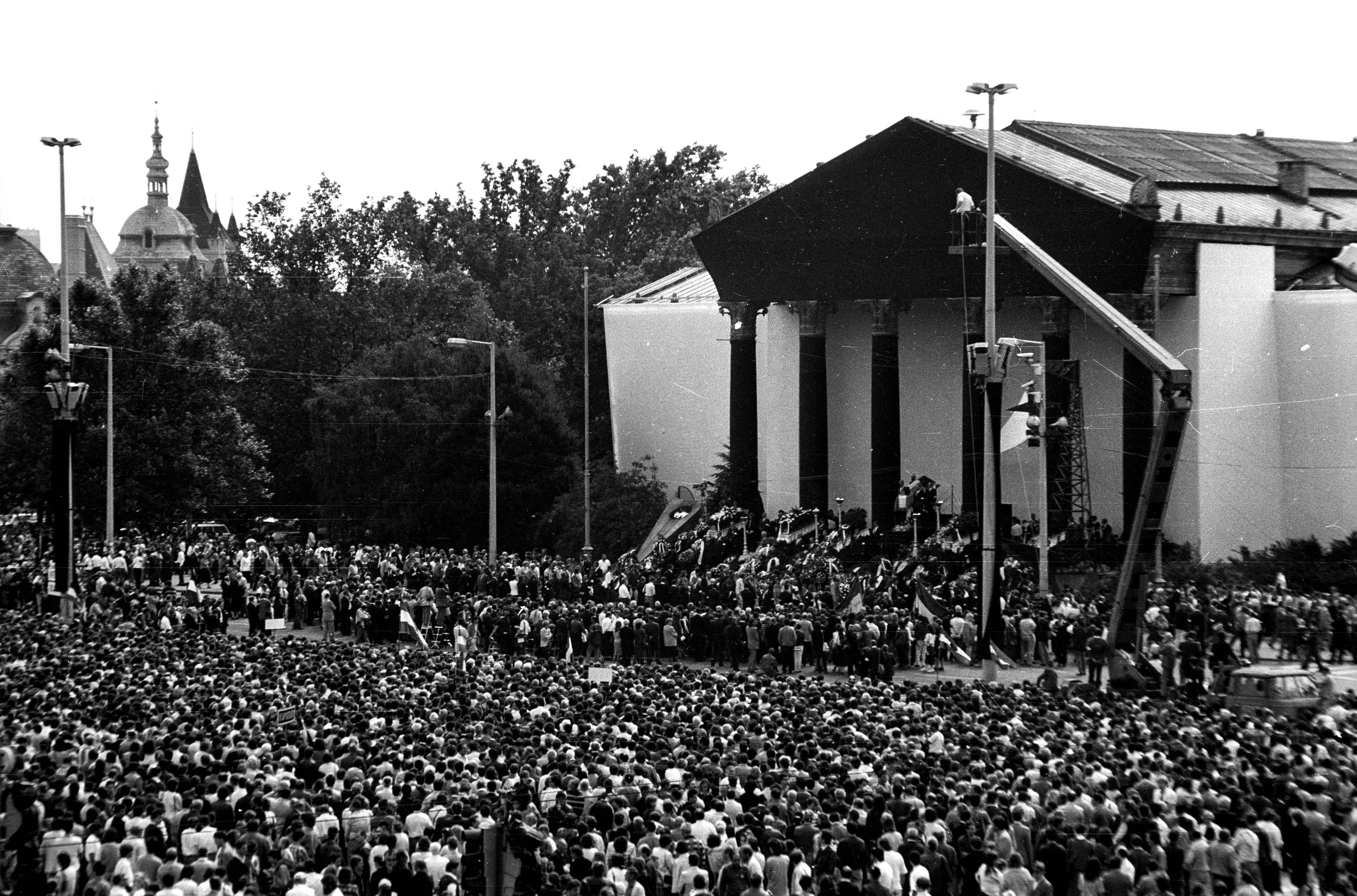
O novo enterro de Nagy em 16 de junho de 1989. Um dos oradores no funeral foi o jovem Viktor Orbán, que exigiu eleições democráticas e a retirada do Exército Soviético do país.

Durante o período em que a liderança stalinista da Hungria não permitiu que a morte de Nagy fosse homenageada, ou que fosse permitido o acesso ao seu local de sepultamento, um cenotáfio em sua homenagem foi erguido no Cemitério Père Lachaise, em Paris, em 16 de junho de 1988. 
Em 1989, Imre Nagy foi reabilitado e seus restos mortais foram enterrados novamente no 31º aniversário de sua execução no mesmo terreno, após um funeral organizado em parte pela oposição democrática ao regime stalinista do país. Estima-se que mais de 200.000 pessoas tenham comparecido ao novo enterro de Nagy. A ocasião do funeral de Nagy foi um fator importante no fim do governo comunista na Hungria. 
Em 28 de dezembro de 2018, uma estátua popular de Nagy, inaugurada em 1996, foi removida do centro de Budapeste para um local menos central, a fim de dar lugar a um memorial reconstruído às vítimas do Terror Vermelho de 1919, que originalmente ficava no mesmo lugar de 1934 a 1945, durante o regime pró-nazista de Miklós Horthy. Os partidos de oposição, principalmente liberais, socialistas e os comunistas restantes, acusaram o governo de direita de Viktor Orbán de revisionismo histórico; seus apoiadores, no entanto, argumentaram que a iniciativa foi tomada como uma tentativa de restaurar a paisagem da cidade à sua forma pré-Segunda Guerra Mundial e "apagar os vestígios da era comunista".

## Escritos
Os escritos reunidos de Nagy, a maioria dos quais ele escreveu após sua demissão como Presidente do Conselho de Ministros em abril de 1955, foram contrabandeados para fora da Hungria e publicados no Ocidente em 1957 sob o título On Communism: In Defense of the New Course (Sobre o Comunismo: Em Defesa do Novo Curso). 

## Família
Nagy era casado com Mária Égető. O casal teve uma filha, Erzsébet Nagy (1927–2008), escritora e tradutora húngara. Erzsébet Nagy casou-se com Ferenc Jánosi. Imre Nagy não se opôs ao romance de sua filha e ao eventual casamento com um ministro protestante, participando da cerimônia de casamento religioso em 1946 sem a permissão do Politburo. Em 1982, Erzsébet Nagy casou-se com János Vészi.